# RF switch mátrix
Az RF switch mátrix  diszkrét elektronikus alkatrészekből álló rendszer, amely integrált útvonalon közvetít rádiófrekvenciás (RF) jeleket több bemenet és kimenet között. Gyakran használják földelési rendszerekhez, teszteszközökhöz és kommunikációs rendszerekhez.
A tesztrendszereknél, tervezésellenőrző és  gyártási teszteknél is használják a tesztelendő készülék (DUT) és a mérőberendezés közötti magas frekvenciájú jelek útvonalának megadására. Az RF switch mátrix tartalmazhat passzív (például zajcsillapító, szűrő, irányított csatlakozó) és aktív (például erősítő, frekvenciaátalakító) jelbefolyásoló eszközt is. Mivel a jelek útvonala és a jelbefolyásoló eszközök tesztrendszerenként különböznek, ezért ezek jellemzően egyedi tervezésűek, így az új tesztrendszereket a tesztmérnök vagy alvállalkozó tervezi.
Az RF switch mátrixok RF kapcsolókat, jelbefolyásolókat és mechanikus elemeket is tartalmaznak. A kábeleket és jelbefolyásoló berendezéseket kapcsolja össze a switch. A switch mátrix meghajtó áramkört és tápegységet használ, hogy ellássa árammal és meghajtsa kapcsolókat és a jelbefolyásolókat. A switch mátrix csatlakozókat vagy fixtúrákat használ, hogy összekösse a mérőberendezéseket és a jelforrásokat a tesztelendő készüléket (DUT). Az RF switch mátrix általában a tesztelendő készülékhez (DUT) közel helyezkedik el, hogy a jelútvonal lerövidítésével csökkentse az illesztési veszteséget és a jelgyengülést.

## Fordítás
Ez a szócikk részben vagy egészben  a   RF switch matrix című angol Wikipédia-szócikk ezen változatának fordításán alapul.  Az eredeti cikk szerkesztőit annak laptörténete sorolja fel. Ez a jelzés csupán a megfogalmazás eredetét és a szerzői jogokat jelzi, nem szolgál a cikkben szereplő információk forrásmegjelöléseként.